# Lucio Battisti
Lucio Battisti (ur. 5 marca 1943 w Poggio Bustone, zm. 9 września 1998 w Mediolanie) – włoski piosenkarz i kompozytor.
Lucio Battisti należał do tych autorów i kompozytorów, którzy wywarli wpływ na włoską muzykę pop na przestrzeni całej jej historii.

## Życiorys
Lucio Battisti rozpoczął karierę w 1966 i wydał w sumie 18 albumów w ojczystym kraju (w latach 1969-1994). Kilka jego albumów ukazało się ponadto w Hiszpanii, a jeden w Wielkiej Brytanii. Lucio Battisti zyskał rozgłos jako niezwykle skromny artysta – w czasie swej pełnej sukcesów kariery piosenkarskiej występował stosunkowo niewiele, a po 1976 roku zrezygnował w ogóle z publicznych występów i skupił się wyłącznie na pracy studyjnej, nagrywając kolejne albumy.
Pomimo to jego single odnotowywały rekordy popularności na listach bestsellerów:
- 1971 – „Pensieri e parole” – 1. miejsce na liście najlepiej sprzedawanych singli we Włoszech[1],
- 1976 – „Ancora tu” – również 1. miejsce na wspomnianej liście[2],
- 1977 – „Amarsi un po” – także 1.[3],
- 1978 – „Una Donna per amico” – 2. miejsce[4].

Dotychczas tylko Adrianowi Celentano udało się 3-krotnie uplasować swoje nagrania na 1. miejscu na liście najlepiej sprzedawanych singli we Włoszech – miało to miejsce w latach 60.

## Dyskografia

### Albumy
- 1969 – Lucio Battisti
- 1970 – Emozioni
- 1971 – Amore e non amore
- 1971 – Lucio Battisti Vol. 4
- 1972 – Umanamente uomo: il sogno
- 1972 – Il mio canto libero
- 1973 – Il nostro caro angelo
- 1974 – Anima latina
- 1976 – La batteria, il contrabbasso, ecc.
- 1977 – Io tu noi tutti
- 1977 – Images (w angielskiej wersji językowej)
- 1978 – Una donna per amico
- 1980 – Una giornata uggiosa
- 1982 – E già
- 1986 – Don Giovanni
- 1988 – L'apparenza
- 1990 – La sposa occidentale
- 1992 – Cosa succederà alla ragazza
- 1994 – Hegel

### Single
- 1966 – „Per una lira”/„Dolce di giorno”
- 1967 – „Luisa Rossi”/„Era”
- 1968 – „Prigioniero del mondo”/„Balla Linda”
- 1968 – „La mia canzone per Maria”/„Io vivrò (senza te)”
- 1969 – „Un'avventura”/„Non è Francesca”
- 1969 – „Dieci ragazze”/„Acqua azzurra, acqua chiara”
- 1969 – „Mi ritorni in mente”/„7 e 40”
- 1970 – „Fiori rosa, fiori di pesco”/„Il tempo di morire”
- 1970 – „Anna”/„Emozioni”
- 1971 – „Pensieri e parole”/„Insieme a te sto bene”
- 1971 – „Dio mio nov/„Era”
- 1971 – „Le tre verità”/„Supermarket”
- 1971 – „La canzone del sole”/„Anche per te”
- 1972 – „Elena no”/„Una”
- 1972 – „I giardini di marzo”/„Comunque bella”
- 1972 – „Il mio canto libero”/„Confusione”
- 1973 – „La collina dei ciliegi”/„Il nostro caro angelo”
- 1974 – „Due mondi”/„Abbracciala, abbracciali, abbracciati”
- 1976 – „Ancora tu”/„Dove arriva quel cespuglio”
- 1977 – „Amarsi un po'”/„Sì, viaggiare”
- 1978 – „Una donna per amico”/„Nessun dolore”
- 1980 – „Una giornata uggiosa”/„Con il nastro rosa”
- 1982 – „E già”/„Straniero”